# Rafael Dantas
É um jornalista brasileiro, que integra a redação da Revista Algomais , foi repórter do Jornal do Commercio e escreveu também para a versão brasileira da Christianity Today, com passagens pelo Sistema TVU, da Universidade Federal de Pernambuco, onde foi graduado e é doutorando atualmente.
No meio jornalístico, onde atua desde 2009 profissionalmente, já recebeu diversas premiações: Prêmio Cristina Tavares  , o Prêmio Andifes, Prêmio Ademi-PE  , o Prêmio Pernambuco de Turismo (duas vezes)  , o Prêmio Mestre Salustiano (duas vezes em segundo lugar), o Prêmio Porto Digital, o Prêmio Urbana-PE (três vezes), o Prêmio Sebrae (segundo lugar), o Prêmio Fecomércio-PE (menção honrosa) e o Prêmio Fiepe . 
Já foi finalista de vários outros, como o Prêmio Estácio (cinco vezes)   , Prêmio CNT, Prêmio CNH (duas vezes), Prêmio de Jornalismo Cultural de Pernambuco, entre outros. 
Por dois anos seguidos foi escolhido como um dos bolsistas dos programas da Internacional Center for Journalism (ICFJ) para desenvolvimento de reportagens especiais. Foi nomeado fellow do Instituto de Pesquisa em Relações Internacionais e Diplomacia (Iperid).

## Formação
É graduado em Comunicação Social pela Universidade Federal de Pernambuco, tem pós-graduação em Gestão Pública pela Universidade Federal Rural de Pernambuco e mestrado em Extensão Rural e Desenvolvimento Local pela Universidade Federal Rural de Pernambuco. É doutorando em Comunicação pela Universidade Federal de Pernambuco.
1. ↑  «Andifes divulga vencedores do Prêmio Andifes de Jornalismo 2010 – Andifes». Consultado em 25 de dezembro de 2023
2. ↑  «Profissionais e estudantes de comunicação vencem o III Prêmio Sistema Fecomércio-PE de Jornalismo | Fecomércio-PE». Consultado em 25 de dezembro de 2023
3. ↑  «Profissionais e estudantes de comunicação vencem o III Prêmio Sistema Fecomércio-PE de Jornalismo | Fecomércio-PE». Consultado em 25 de dezembro de 2023
4. ↑  «Algomais recebe Prêmio Pernambuco de Turismo». Revista Algomais - a revista de Pernambuco. 15 de dezembro de 2021. Consultado em 25 de dezembro de 2023
5. ↑  «3° PRÊMIO PERNAMBUCO DE TURISMO CONSAGROU VENCEDORES NO CAIS DO SERTÃO». 13 de dezembro de 2022
6. ↑  Ribeiro, Nathalia (17 de dezembro de 2021). «Confira os vencedores do Prêmio Pernambuco de Turismo 2021». Portal PANROTAS. Consultado em 25 de dezembro de 2023
7. ↑  «Diretoria da FIEPE entrega os prêmios ESG e de Jornalismo, na Casa da Indústria». fiepe.org.br. Consultado em 25 de dezembro de 2023
8. ↑  «2017 – Prêmio Estácio de Jornalismo». Consultado em 25 de dezembro de 2023
9. ↑  Aberje, Rede (8 de outubro de 2019). «Prêmio Estácio de Jornalismo – edição 2019 anuncia os 24 finalistas». Portal Aberje. Consultado em 25 de dezembro de 2023